# پورنوگرافی (فیلم)
پورنوگرافی (لهستانی: Pornografia) یک فیلم فرانسوی-لهستانی به کارگردانی یان یاکوب کُلسکی که بر پایهٔ رمانی به همین نام، اثر ویتولد گمبرویچ ساخته شده‌است و داستان آن مربوط به دوران اشغال لهستان توسط نیروهای آلمان نازی است.
موضوع این فیلم سرشار مسائل حساس و بغرنج، نظیر فضای جامعه اروپا در دههٔ ۱۹۴۰ میلادی، تئوری توطئه، جنگ چریکی، تهاجم به لهستان، قتل، خودکشی، تن‌کامگی، گناه و سوءاستفاده از جوانان توسط بزرگسالان است.

## بازیگران
- کشیشتف مایخشاک
- آدام فرنتسی
- کشیشتف گلوبیش
- گراژینا بوئنتسکا-کولسکا
- یان فریچ
- ایرنا لاسکوفسکا
- ماگدالنا روژچکا
- ایرنئوش چوپ
- گژگوش دامینتسکی
- آندژی شنایخ
- گراژینا ژیلینسکا
- پیوتر شِـیکا
- هنریک نیه‌بودک
- کاژیمیش مازور